# Nedašov
Nedašov je obec v okrese Zlín ve Zlínském kraji. Žije zde přibližně 1 400 obyvatel.

## Název
Název vesnice byl odvozen od osobního jména Nedaš (což byla domácká podoba jména Nedamír) a znamenalo "Nedašův majetek".

## Historie
První písemná zmínka o obci pochází z roku 1424 (Nedušov). K roku 1503 je doložen název obce v podobě Nedassow (Nedašov). V roce 1836 postihla Nedašov epidemie cholery, za velmi krátkou dobu zemřelo 49 lidí všeho věku.[zdroj?]

## Obyvatelstvo
| Rok            | 1869 | 1880 | 1890 | 1900 | 1910 | 1921 | 1930 | 1950 | 1961  | 1970  | 1980  | 1991  | 2001  | 2011  | 2021  |
| -------------- | ---- | ---- | ---- | ---- | ---- | ---- | ---- | ---- | ----- | ----- | ----- | ----- | ----- | ----- | ----- |
| Počet obyvatel | 683  | 701  | 771  | 803  | 785  | 812  | 898  | 956  | 1 215 | 1 271 | 1 295 | 1 362 | 1 445 | 1 388 | 1 315 |
| Počet domů     | 119  | 112  | 129  | 128  | 130  | 127  | 141  | 178  | 205   | 237   | 263   | 330   | 351   | 377   | 384   |

## Obecní správa

### Obecní symboly
Znak a vlajka byly obci uděleny rozhodnutím předsedy Poslanecké sněmovny Parlamentu České republiky dne 22. listopadu 2001.

## Pamětihodnosti
- Kostel Nanebevzetí Panny Marie

## Fotogalerie

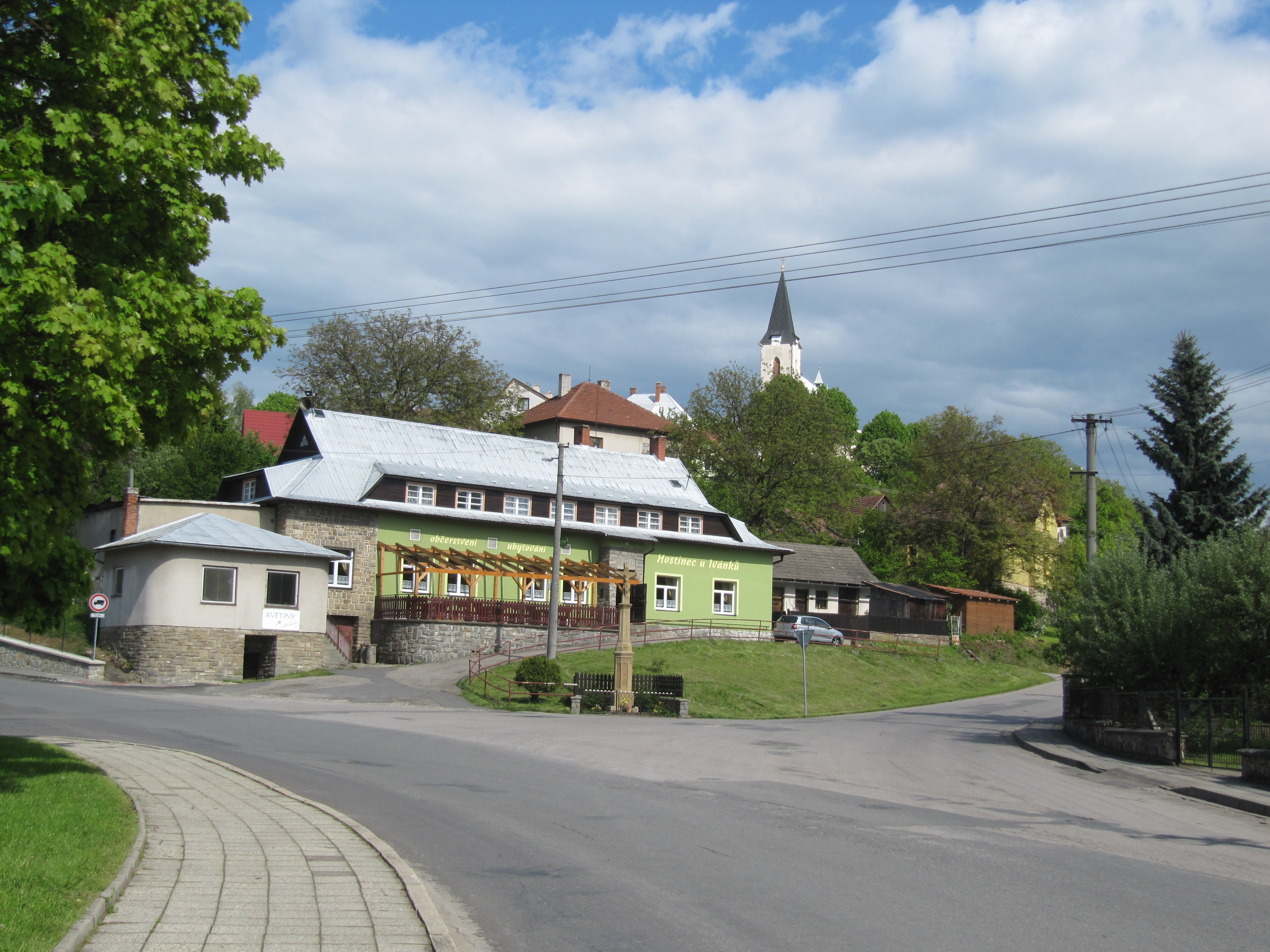
Střed obce s kostelem Nanebevzetí Panny Marie
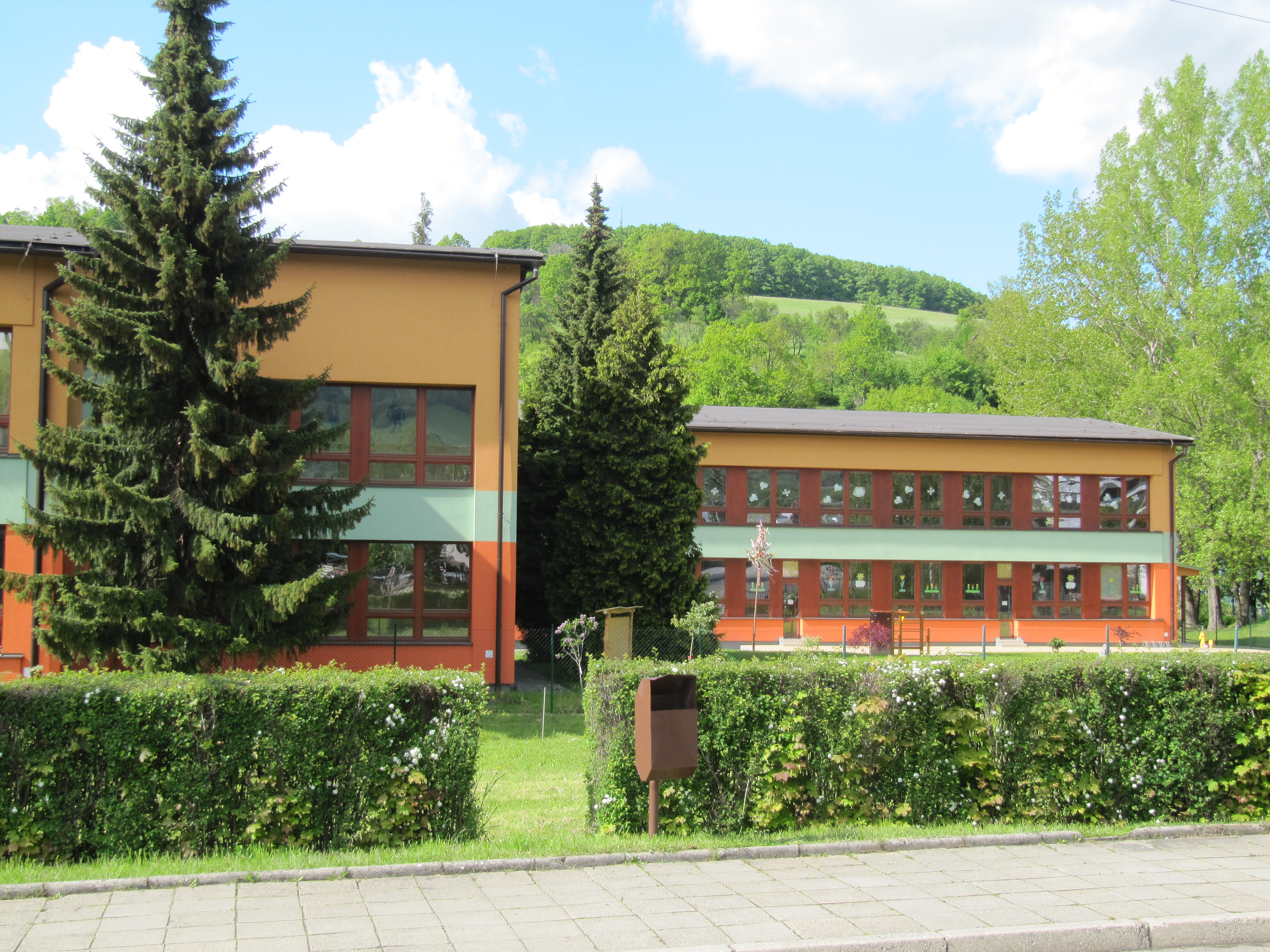
Škola
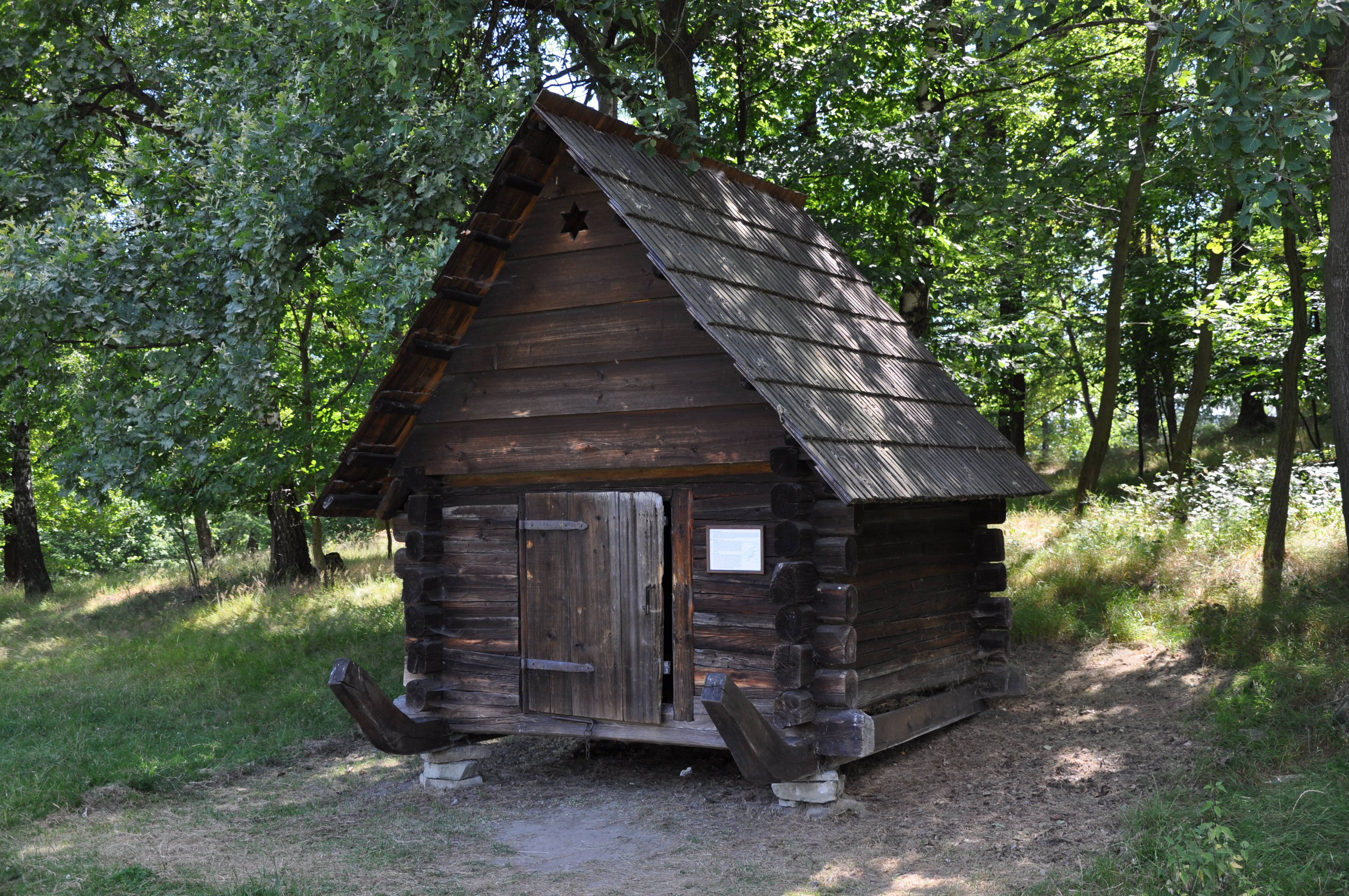
Valašská dědina
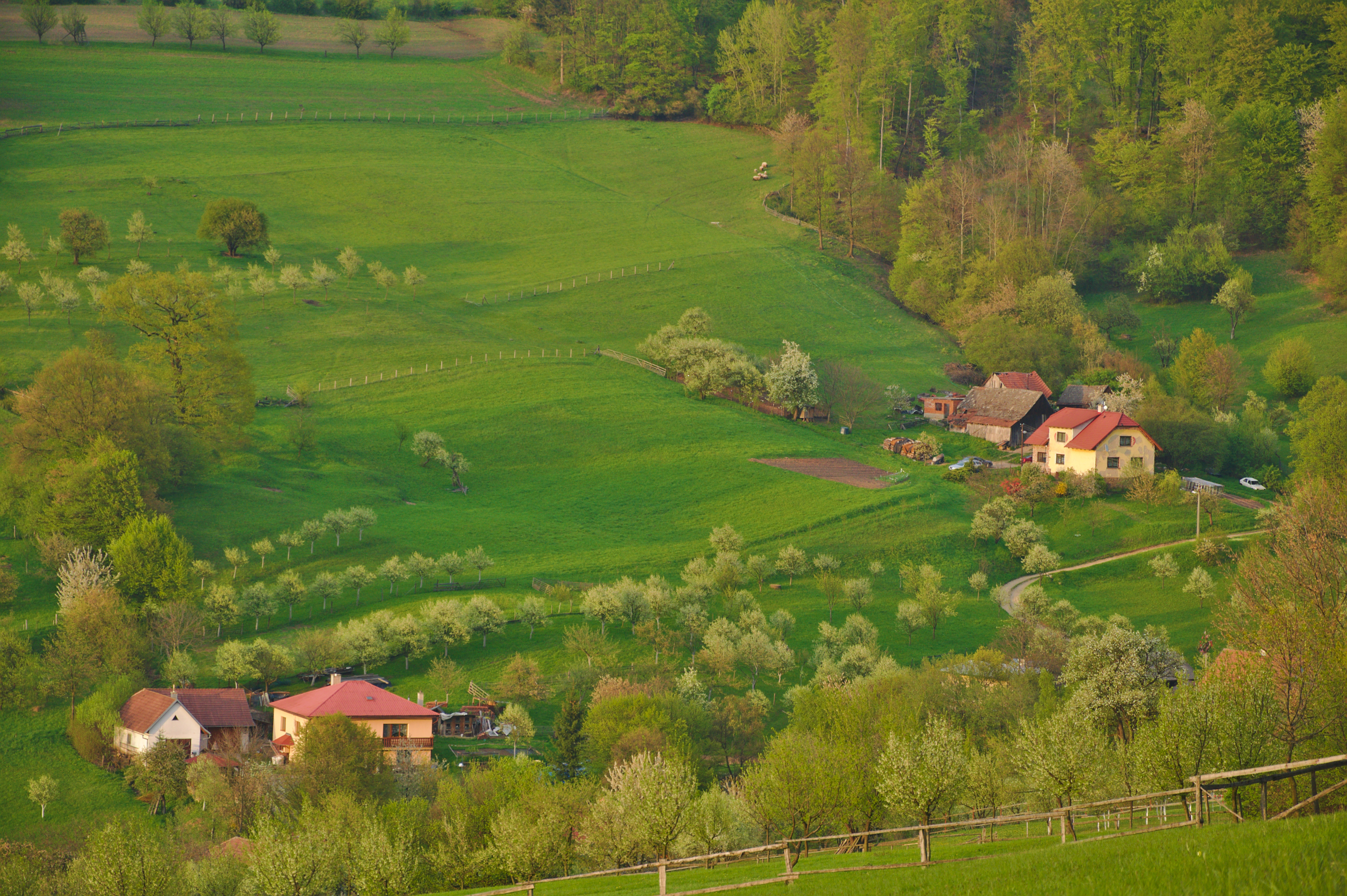
Místní část Na Salaši
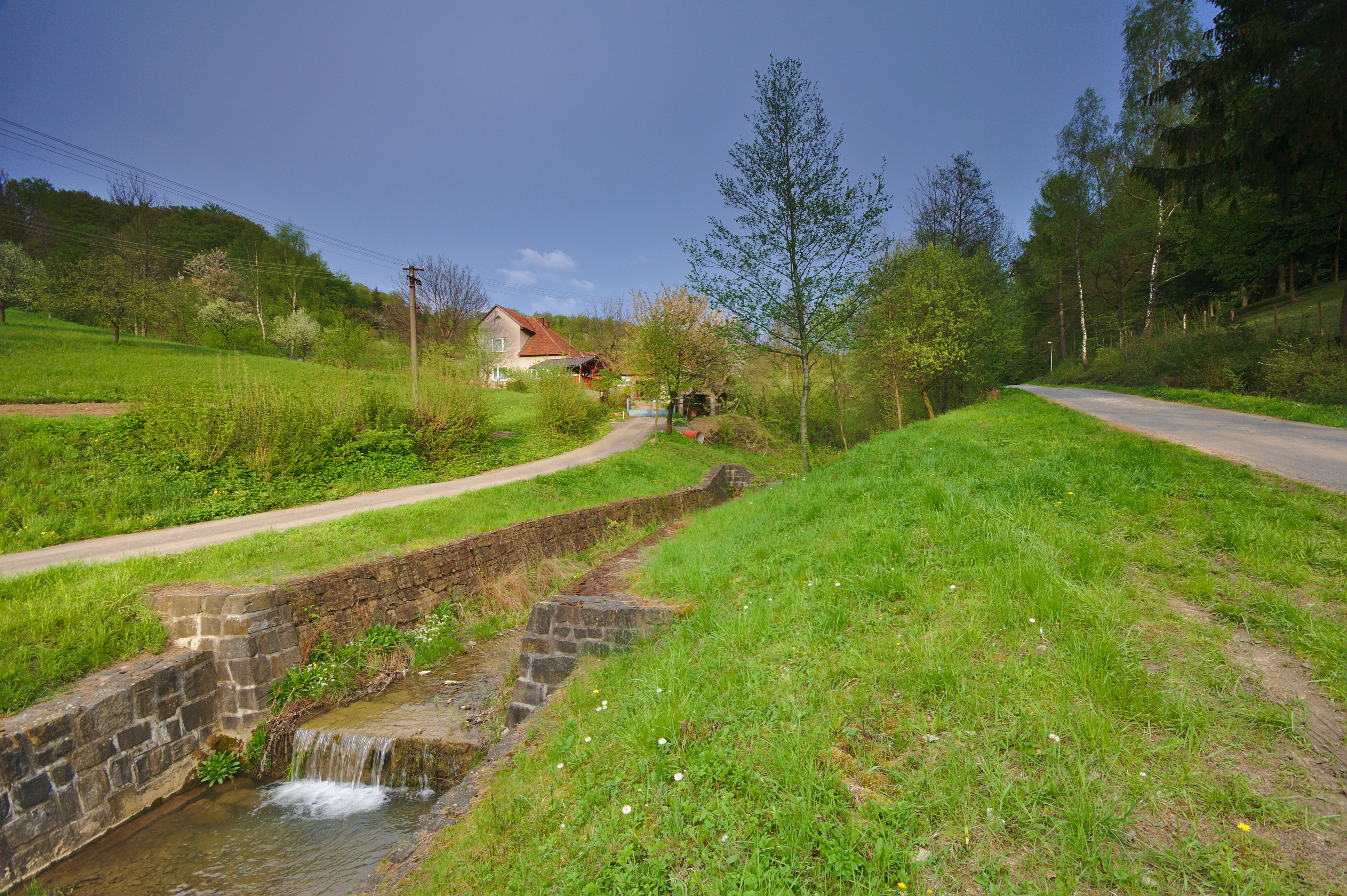
Potok v místní části Na Salaši
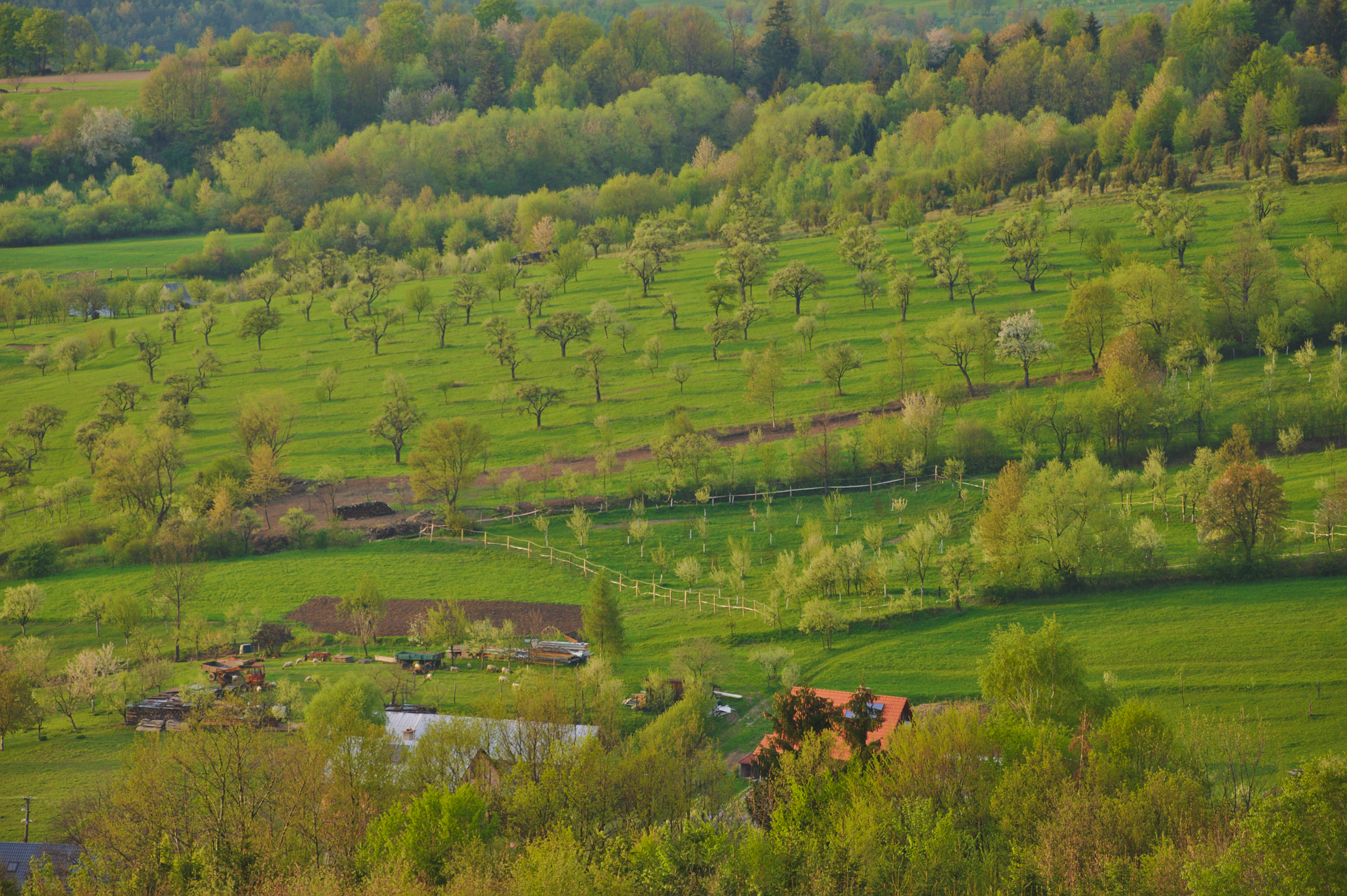
Sady nad obcí
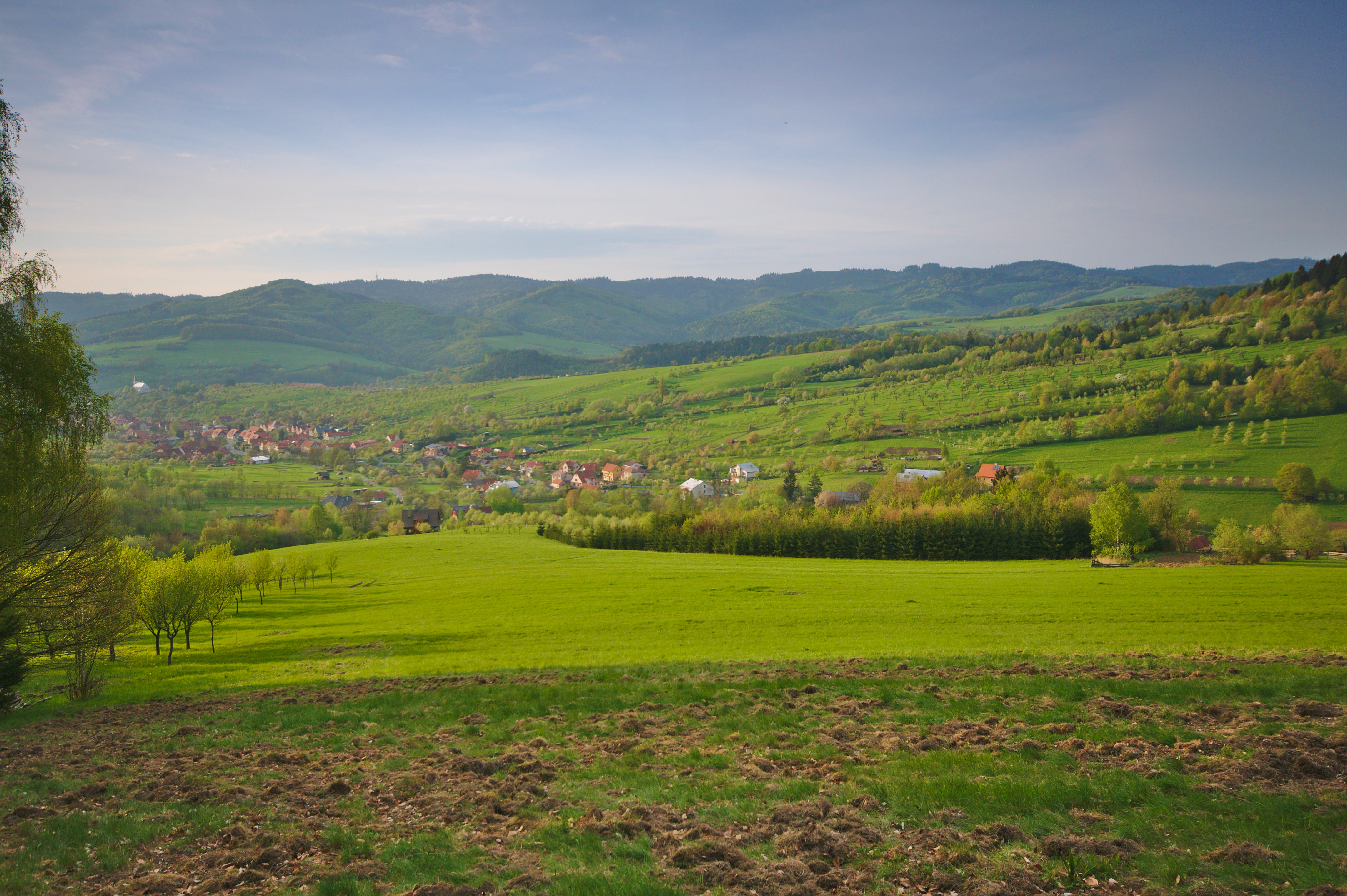
Pohled na obec od jihu